# Bad Rappenau
Bad Rappenau (phát âm tiếng Đức: [baːt ˈʁapənaʊ̯] ⓘ) là một thị xã ở huyện Heilbronn trong bang Baden-Württemberg miền nam Đức. Đô thị này có diện tích 73,55 km², dân số thời điểm 31 tháng 12 năm 2020 là 21.650 người. 
Bad Rappenau tọa lạc ở phía đông bắc Kraichgau.

## Đô thị giáp ranh
Các thị xã và làng giáp ranh của Bad Rappenau là (từ phía đông theo chiều kim đồng hồ):: Gundelsheim, Offenau và Bad Wimpfen (tất cả đều thuộc huyện Heilbronn), Heilbronn, Massenbachhausen và Kirchardt cả hai đều thuộc huyện Heilbronn), Sinsheim, Neckarbischofsheim và Helmstadt-Bargen (tất cả đều thuộc huyện Rhein-Neckar-Kreis), Hüffenhardt (Neckar-Odenwald-Kreis), Siegelsbach (huyện Heilbronn) và Haßmersheim (Neckar-Odenwald-Kreis). 

### Town structure
Bad Rappenau gồm thị xã và các làng Babstadt, Bonfeld, Fürfeld, Grombach, Heinsheim, Obergimpern, Treschklingen và Wollenberg.
Ngoài ra còn có các làng nhỏ Zimmerhof, Kohlhof, Maierhof, Bartsmühle, Kugelmühle and Sommersmühle. The hamlets Oberbiegelhof and Unterbiegelhof belong to Babstadt, Eichhäuser Hof, Obere Mühle and Untere Mühle belong to Bonfeld, Burg Ehrenberg belongs to Heinsheim, Eulenberg(er)hof, Wagenbach, Obere Mühle and Portland-Zementwerk belong to Obergimpern, Neumühle belongs to Wollenberg. Gone resp. non-existent villages are Niuern and Speceshart on the communal land of Rappenau, Eichhausen on the communal land of Bonfeld und Battenhausen on the communal land of Grombach.